# Banca, Vaslui
Banca là một xã thuộc hạt Vaslui, România. Dân số thời điểm năm 2002 là 5629 người.